# Gebhard Arbeiter

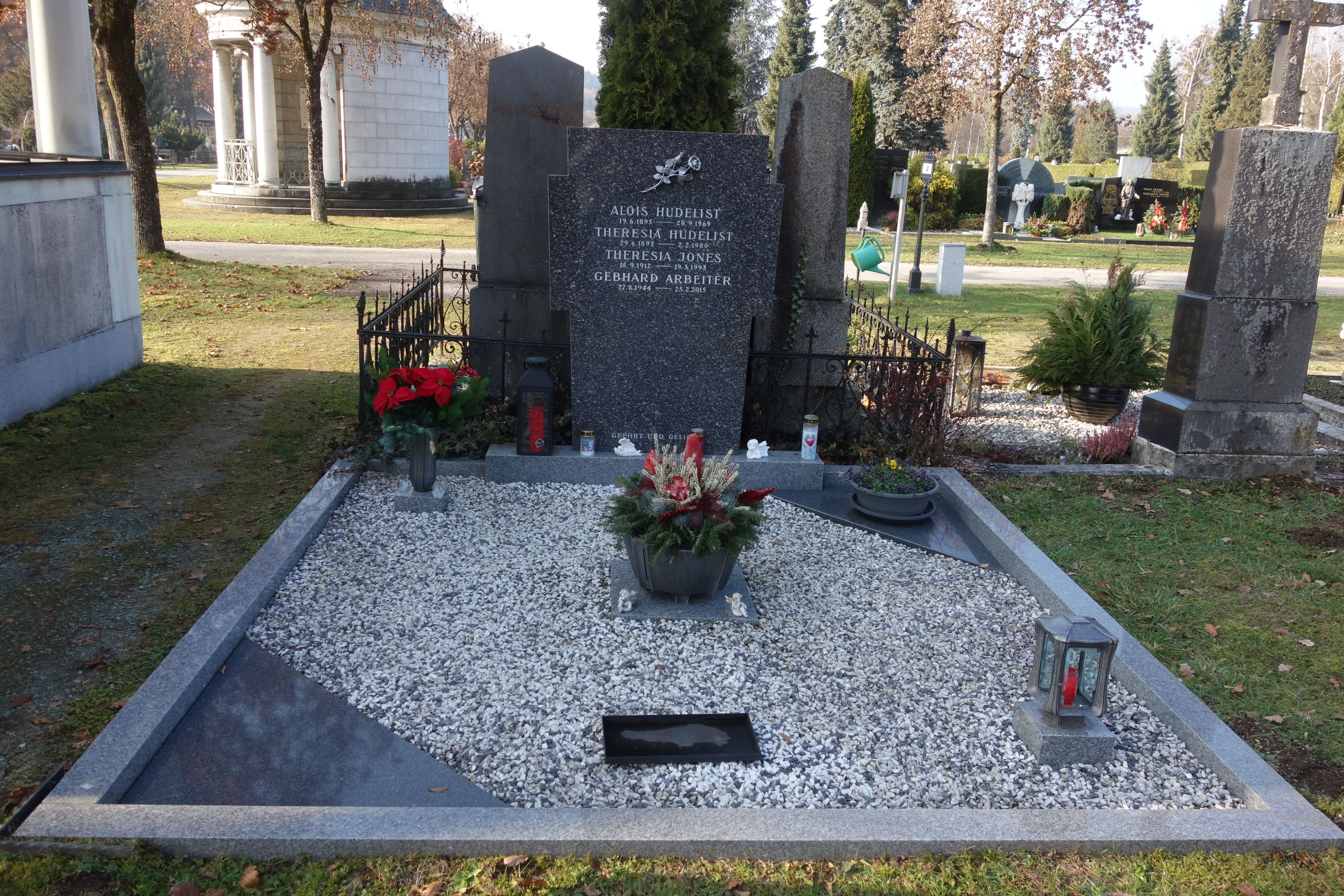
Grabstein von Gebhard Arbeiter am Zentralfriedhof Annabichl in Klagenfurt

Gebhard Arbeiter (* 27. August 1944 in Griffen; † 25. Februar 2015 in Klagenfurt) war ein österreichischer Landesbeamter, Gewerkschafter und Politiker (SPÖ). Er war von 1989 bis 1990 Mitglied des Bundesrates und war Abgeordneter zum Kärntner Landtag.

## Ausbildung und Beruf
Arbeiter absolvierte nach der Volks- und Hauptschule eine kaufmännische Lehre und war im Anschluss als kaufmännischer Angestellter beschäftigt. Er war von 1963 bis 1969 beim Österreichischen Bundesheer tätig und war seit 1969 Landesbeamter.

## Politik
Arbeiter engagierte sich ab 1959 in der Jugendpolitik und in der Gewerkschaftsjugend sowie in den Vorfeldorganisationen der SPÖ, der Sozialistischen Jugend und der Jungen Generation. Des Weiteren war Arbeiter seit vielen Perioden Sektionsobmann der Sektion 20. Arbeiter war stark gewerkschaftlich engagiert und wurde 1970 zum Betriebsrat gewählt. 1974 wurde Arbeiter Betriebsratsvorsitzenden der Landeskrankenhäuser Kärntens, 1976 stieg er zudem zum Vorsitzenden des Zentralbetriebsrates der Krankenhäuser Kärntens auf und wurde 1983 zum Vorsitzender-Stellvertreter der Gewerkschaft öffentlicher Dienst (GÖD) Kärnten gewählt. Zudem war Arbeiter Vorsitzender der GÖD – Sektion IX (Anstalten und Betriebe). Ende 1999 entstand eine Kontroverse über die tatsächliche oder vermeintliche Verwendung eines Goebbels-Zitats in einem Interview mit dem Chefredakteur der Kärntner Woche; nach gerichtlichem Vergleich erteilte das parteiinterne Schiedsgericht lediglich eine Rüge. Im Mai 2000 wurde Arbeiter zum Vorsitzenden des GÖD Kärnten gewählt. Auf Grund seiner zahlreichen Ämter wurde Arbeiter in den Medien auch als Betriebsratskaiser bezeichnet.
Arbeiter gehörte von 1979 bis 1990 dem Gemeinderat von Klagenfurt an und vertrat vom 21. April 1989 bis zum 6. Juni 1990 als Parlamentarier der SPÖ Kärnten im Bundesrat. Anschließend gehörte Arbeiter von 1990 bis 1994 erstmals dem Kärntner Landtag an und war von 1997 bis 1999 erneut Klagenfurter Gemeinderat. Seit 1999 war er wieder Landtagsabgeordneter. Arbeiter war bis zu seiner Pensionierung 2009 Obmann des Ausschusses für Familie, Soziales, Gesundheit, Generationen und Sport.

## Privates
Arbeiter war verheiratet und Vater dreier Kinder.

## Auszeichnungen
- Großes Goldenes Ehrenzeichen des Landes Kärnten (2010)[5]